# Тауфкирхен (Фильс)
Тауфкирхен (нем. Taufkirchen): пгт в Германии, в республике Бавария.
Подчиняется административному округу Верхняя Бавария. Входит в состав района Эрдинг. Население составляет 8980 человек (на 31 декабря 2010 года). Занимает площадь 70,18 км².